# Philip Short
Philip Short, född 17 april 1945, är en brittisk journalist och författare. Han har skrivit historiska böcker om bland annat Mao Zedong och Pol Pot.
Short studerade vid Queens' College i Cambridge, och jobbade som frilansjournalist från 1967 till 1973, först i Malawi och senare i Uganda. Därefter jobbade han som utrikeskorrespondent för BBC i 25 år.